# Laurel, Virginia
Laurel är en så kallad census-designated place i Henrico County i Virginia. Vid 2010 års folkräkning hade Laurel 16 713 invånare.